# Vegyes váltó szánkó a 2020. évi téli ifjúsági olimpiai játékokon
A 2020. évi téli ifjúsági olimpiai játékokon a szánkó vegyes váltó versenyszámát január 20-án rendezték a St. Moritz-Celerina Olympic Bobrunban. Az aranyérmet az oroszok Diana Loginova, Pavel Repilov, Mihail Karnauhov, Jurij Csirva összeállítású csapat szerezte meg.
A versenyszámban magyar csapat nem vett részt.

## Versenynaptár
Az időpont(ok) helyi idő szerint olvashatóak (UTC +01:00):
| Dátum                   | Időpont    | Forduló |
| ----------------------- | ---------- | ------- |
| 2020. január 20., hétfő | 9:30-10:30 | döntő   |

## Eredmény
| Hely. | R.             | Versenyző                                                                                            | Nemzet                            | Lány egyes | Lány egyes | Fiú egyes | Fiú egyes | Kettes   | Kettes | Hátrány | Összesen |
| Hely. | R.             | Versenyző                                                                                            | Nemzet                            | Idő        | Hely.      | Idő       | Hely.     | Idő      | Hely.  | Hátrány | Összesen |
| ----- | -------------- | --- | --------------------------------- | ---------- | ---------- | --------- | --------- | -------- | ------ | ------- | -------- |
| Arany | 12–1 12–2 12–3 | Diana Loginova Pavel Repilov Mihail Karnauhov / Jurij Csirva                                         | Oroszország (RUS)                 | 56,632     | 2          | 58,266    | 2         | 59,174   | 1      |         | 2:54,072 |
| Ezüst | 13–1 13–2 13–3 | Merle Fräbel Timon Grancagnolo Moritz Jäger / Valentin Steudte                                       | Németország (GER)                 | 56,598     | 1          | 58,812    | 3         | 59,212   | 2      | +0,550  | 2:54,622 |
| Bronz | 11–1 11–2 11–3 | Justīne Maskale Gints Bērziņš Kaspars Rinks / Ardis Liepiņš                                          | Lettország (LAT)                  | 57,477     | 3          | 57,908    | 1         | 59,569   | 3      | +0,882  | 2:54,954 |
| 4.    | 10–1 10–2 10–3 | Kailey Allan (CAN) Alex Gufler (ITA) Caitlin Nash / Natalie Corless (CAN)                            | Nemzetek vegyes részvételei (MIX) | 57,718     | 4          | 58,918    | 4         | 1:00,991 | 6      | +3,555  | 2:57,627 |
| 5.    | 2–1 2–2 2–3    | Corina Buzățoiu Darius Șerban Răzvan Turea / Sebastian Motzca                                        | Románia (ROU)                     | 57,941     | 6          | 1:00,016  | 7         | 1:00,325 | 4      | +4,210  | 2:58,282 |
| 6.    | 4–1 4–2 4–3    | Juliana Tunicska Oleh-Roman Pilipiv Vadim Mikijevics / Bohdan Babura                                 | Ukrajna (UKR)                     | 57,766     | 5          | 59,748    | 5         | 1:01,230 | 9      | +4,672  | 2:58,744 |
| 7.    | 9–1 9–2 9–3    | McKenna Mazlo Matthew Greiner Maya Chan / Reannyn Weiler                                             | Egyesült Államok (USA)            | 58,047     | 7          | 59,955    | 6         | 1:01,177 | 8      | +5,107  | 2:59,179 |
| 8.    | 6–1 6–2 6–3    | Ella Cox (NZL) Hunter Burke (NZL) Jang Shi-hszün (Yang Shih-Hsun) / Je Meng-jie (Yeh Meng-Jhe) (TPE) | Nemzetek vegyes részvételei (MIX) | 59,137     | 9          | 1:00,747  | 8         | 1:01,061 | 7      | +6,873  | 3:00,945 |
| 9.    | 8–1 8–2 8–3    | Anna Bryk Marcin Kiełbasa Kacper Imiołek / Łukasz Maćkała                                            | Lengyelország (POL)               | 58,970     | 8          | 1:02,947  | 11        | 1:00,868 | 5      | +8,713  | 3:02,785 |
| 10.   | 3–1 3–2 3–3    | Anna Čežíková Jakub Vepřovský Markéta Nováková / Anna Vejdělková                                     | Csehország (CZE)                  | 59,352     | 10         | 1:02,086  | 9         | 1:02,126 | 10     | +9,492  | 3:03,564 |
| 11.   | 1–1 1–2 1–3    | Yuki Ishikawa (JPN) Marius Goncear (MDA) Adriana Adam / Aliona Busuioc (MDA)                         | Nemzetek vegyes részvételei (MIX) | 59,947     | 11         | 1:02,221  | 10        | 1:03,587 | 11     | +11,683 | 3:05,755 |
| –     | 5–1 5–2 5–3    | Ema Kovačič (SLO) Pao Csen-jü (Bao Zhenyu) (CHN) Lovro Kovačič / Tian Badžukov (SLO)                 | Nemzetek vegyes részvételei (MIX) | DNS        | DNS        | DNS       | DNS       | DNS      | DNS    | DNS     | DNS      |
| –     | 7–1 7–2 7–3    | Nikola Trembošová Dávid Lihoň Vratislav Varga / Metod Majerčák                                       | Szlovákia (SVK)                   | DSQ        | DSQ        | DSQ       | DSQ       | DSQ      | DSQ    | DSQ     | DSQ      |

____
Magyarázat:
• R = rajtszám • DNS = visszalépett • DSQ = kizárva